# Liber chronicarum sive tribulationum ordinis Minorum
Liber chronicarum sive tribulationum ordinis Minorum, conosciuta anche come Historia septem tribulationum Ordinis Minorum è l'opera più famosa di Angelo Clareno.
Nell'ambito della persecuzione dei francescani spirituali e della disputa sulla povertà apostolica, Angelo Clareno si rivolge ai confratelli spirituali, confortandoli e spiegando loro i motivi della loro sofferenza (persecuzione all'interno dell'Ordine francescano) e delle tribolazioni che andranno ad affrontare (la condanna di papa Giovanni XXII).

## Composizione
L'opera ripercorre la storia dell'ordine e in particolare le vicende degli Spirituali, in una prospettiva martiriale, dividendo gli eventi in sette tribolazioni:
1. La delusione nei confronti dell'Ordine, che si è assopito nell'osservanza della Regola di san Francesco;
2. Il generalato di frate Elia da Cortona;
3. Il generalato di Crescenzio da Jesi e lo scontro con Giovanni da Parma;
4. Il generalato di Bonaventura da Bagnoregio e il processo a Giovanni da Parma;
5. Il generalato di Girolamo da Ascoli e la persecuzione e la morte di Pietro di Giovanni Olivi; la persecuzione dei frati in Provenza e la morte di frate Liberato (Pietro da Macerata);
6. I primi 28 anni dopo il pontificato di papa Celestino V, con la predicazione di Ubertino da Casale;
7. Il 29º anno dal pontificato di Papa Celestino V.